# Bakonyalja (tájegység)

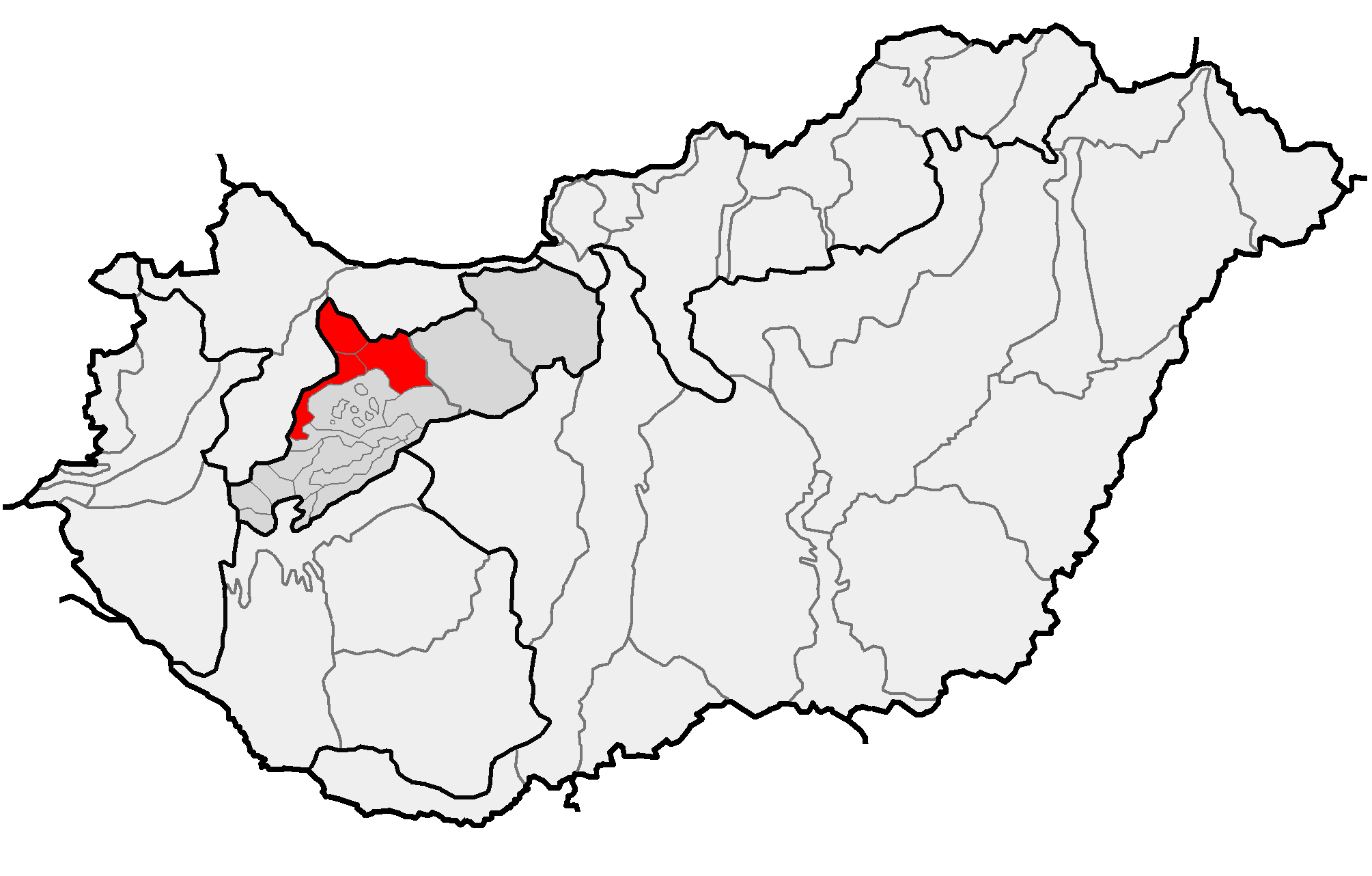
A Bakonyalja (tájegység) elhelyezkedése

Bakonyalja  a Bakony hegység része, a Magas-Bakony Kisalföld felőli lejtője. Kaviccsal, hordalékkúpokkal, löszös homokkal borított terület. Növénytani szempontból hazánk egyik legértékesebb tája.  

## Fekvése
Bakonyalja a Bakony és a Kisalföld közötti átmeneti sáv. Területét észak-dél futású patakok szabdalják. Éghajlata  északon alföldi, délen illír-szubalpin hatások alatt áll. 

## Növényföldrajzi jellemzői
Bakonyalja északi részén, a Bakony felszálló légáramlatú peremén nyáron is biztosított a légnedvesség, ami az erdei fenyő nélkülözhetetlen életfeltétele. Ez magyarázza, hogy a  jégkorszak utáni fenyő-nyír korszakból is  fennmaradhatott itt az erdeifenyő sztyepperdő. A fenyőfői ősfenyves homoktalajon alakult ki. A kisavanyodott foltokon a fenyvesekre jellemző körtikefajok élnek. A homokos tisztásokon az alföldi homokpusztákra jellemző növények nőnek: homoki fátyolvirág, naprózsa, homoki kocsord, magyar csenkesz.
Bakonyalja déli részein  tölgyesek találhatók. Jellegzetes növényfajok errefelé a mocsári kardvirág, a zergeboglár és a sárga sásliliom (sárgaliliom) is.